# Napoleon Karel Gregorius Jacob Filips Bonaparte
Napoleon Karel Gregorius Jacob Filips Bonaparte (Rome, 5 februari 1839 - aldaar, 11 februari 1899), 5e vorst van Canino en Musignano, was de derde zoon van Karel Lucien Bonaparte, de zoon van Napoleons broer Lucien Bonaparte, en Zénaïde Bonaparte, de dochter van zijn grootvaders broer Jozef Bonaparte.

## Leven
Napoleon Karel huwde in 1859 Maria Christina (1842-1907), de dochter van prins Jan Nepomuceen Ruspoli. In 1860 ontving hij van Napoleon III de titel van prins met het predicaat Hoogheid. Hij was officier in het Franse leger te Algiers en nam deel aan de Franse interventie in Mexico van 1861-1867, die daar aartshertog Ferdinand Max op de keizerstroon hielp. Bij het beleg van Metz (1870) raakte hij in gevangenschap. Na zijn vrijlating ging hij naar Rome. In 1895 stierf zijn broer Lucien Lodewijk kardinaal Bonaparte en erfde hij de titel vorst van Canino en Musignano, die na zijn eigen dood in 1899 overging op Roland, de zoon van zijn oom Pierre Napoleon.

## Kinderen
Uit Napoleons huwelijk met Maria Christina Ruspoli werden drie kinderen geboren:
- Zénaïde Eugénie Bonaparte (1860-1862)
- Marie Léonie Eugénie Mathilde Jeanne Julie Zénaïde Bonaparte (1870-1947), gehuwd met Enrico Gotti (1867-1920)
- Eugénie Laetitia Barbe Caroline Lucienne Marie Jeanne Bonaparte (1872-1949), gehuwd met Napoléon Ney (1870-1928), 4e vorst van de Moskva, een achterkleinzoon van maarschalk van Frankrijk Michel Ney. Het huwelijk werd in 1903 door scheiding ontbonden.

Lucien · Karel Lucien · Jozef Lucien · Lucien Lodewijk · Napoleon Karel · Roland Napoleon